# La fortezza della solitudine
La fortezza della solitudine (The Fortress of Solitude) è il sesto romanzo dello scrittore statunitense Jonathan Lethem, pubblicato nel 2003 negli Stati Uniti. Il romanzo è stato finalista all'International IMPAC Dublin Literary Award del 2005.

## Trama
Il romanzo parte con la difficile infanzia di Dylan Ebdus (alter ego dell'autore) nel quartiere di Gowanus, che negli anni settanta era un'area prevalentemente afroamericana nel multietnico borough di Brooklyn. I genitori di Dylan, Abrahm e Rachel Ebdus, sono due hippie "radical" che si sono insediati a Gowanus per dimostrare (soprattutto a se stessi) che la razza non esiste, che bianchi e neri possono convivere, e l'unico modo per riuscirci è ignorare le barriere che nell'America dei primi anni settanta dividono il bianco e il nero.
Dylan si trova ad affrontare subito il problema razziale, essendo parte di un'esigua minoranza in un quartiere popolato da neri, ispanici e italo-americani, ma l'amicizia che stringe con Mingus Rude, figlio di un cantante nero del quartiere, lo aiuta a sopravvivere.
Crescendo, Dylan impara a gestire le situazioni difficili in cui si trova, come i faccia a faccia con i bulli di quartiere come Robert Woolfolk, conosce un altro ragazzino bianco, Arthur Lomb, e soprattutto lega sempre più con Mingus.
La loro amicizia viene poi rinsaldata quando Dylan giunge in possesso di un anello che conferisce a chi lo indossa la capacità di volare. I due amici danno vita ad un supereroe di nome Aeroman con l'intenzione di combattere il crimine, ma finiscono col creare goffe scaramucce e soprattutto col creare piccoli rancori fra loro.
L'adolescenza rivoluziona gli equilibri dei rapporti di Dylan, che diventa smanioso di fuggire da Brooklyn e, affacciandosi sul movimento punk, inizia a frequentare gli ambienti di Manhattan, iniziando così un processo di distacco che lo porterà lontano da Mingus e Arthur, che restano invischiati in storie di droga: Mingus in particolare entrerà in una spirale di crimini, cocaina e crack che lo condurranno in prigione.
Nella seconda parte del romanzo Dylan abbandona definitivamente Gowanus e si trasferisce al college, dove cresce ulteriormente e inizia ad appassionarsi alla musica da un punto di vista più serio, e questa passione lo porterà ad intraprendere la carriera di giornalista musicale.
Nel finale del libro Dylan torna nel suo quartiere originale e scopre che Mingus è ancora in prigione, accusato ingiustamente per via dei suoi precedenti, e decide di aiutarlo ad evadere con il potere dell'anello di Aeroman. Una volta in prigione, però, scopre che Mingus non vuole essere aiutato, e su sua richiesta consegna invece l'anello a Robert Woolfolk, che era incarcerato nello stesso istituto. Woolfolk, però, non è a conoscenza del fatto che intanto l'anello ha cambiato la natura dei suoi poteri (non consente più di volare ma rende invisibile chi lo porta), e muore schiantandosi da una torretta di guardia credendo di poter volare.

## Temi principali

### Razzismo
Così inizia il romanzo: fin dalla prima riga troviamo la luce (il fiammifero acceso) e l'oscurità (la stanza buia), ovvero il bianco e il nero. Le due ragazze bianche stesse non spiccano solo perché girano in una camicia da notte di flanella, con ai piedi i pattini rossi coi lacci bianchi, ma perché sono bianche. Essere bianchi nel quartiere di Gowanus, dove s'ambienta tutta la prima parte del romanzo, non è la regola, ma l'eccezione. Dylan diventa ossessionato dalla questione razziale, essendo spesso vittima di piccoli scontri per via del colore della sua pelle.
Questa sorta di razzismo al contrario percorre tutto il libro e offre un punto di vista privilegiato per analizzare le dinamiche sociali e culturali che nascono dalla mescolanza di diverse etnie.

### Droghe
Al tema dell'emarginazione è sposato quello delle droghe. Le vite di diversi personaggi sono fortemente influenzate dalla droga: quella di Barrett Rude Junior e di Mingus dalla dipendenza da cocaina e crack, quella di Rober Woolfolk e (almeno in parte) di Dylan Ebdus dallo spaccio.
Lethem descrive con distacco e dovizia come diverse generazioni sono state falciate dalla droga, in particolar modo dal crack, soffermandosi sull'arco che compiono gli stupefacenti dalla ludica psichedelia degli anni sessanta alla feroce autodistruzione degli anni ottanta.

### Musica
Uno dei personaggi centrali del romanzo, Barrett Rude Junior (il padre di Mingus), è un musicista, e le sue canzoni immaginarie si mescolano continuamente a quelle vere di Barry White, di Marvin Gaye e Al Green. Nel complesso Lethem ricostruisce tutta la serie di movimenti che dal soul e dal rhythm'n'blues degli anni '60 portino alla disco, al funky, alla reazione bianca del punk e della new wave, e poi al rap.

### Fumetti
A partire dal titolo del romanzo, che allude alla base che Superman possiede nell'Artide, i fumetti, in particolare quelli della Marvel comics, hanno un'importanza cruciale per la storia. I supereroi Marvel, coi loro costumi sgargianti, con i loro "superproblemi" e le loro difficoltà a integrarsi, coi loro dubbi e i loro supernemici, sono in effetti parte integrante di quel decennio che Lethem racconta.
Aeroman, il goffo supereroe creato da Dylan e Mingus, non è che un loro tentativo di rappresentare nella realtà ciò che leggevano nei fumetti, oltre che la lettura in chiave realistica di Lethem di cosa accadrebbe se due ragazzini si trovassero a fare i conti con un anello magico.

### Tag
Un altro aspetto del romanzo sono i graffiti. Originariamente sono chiamati tag e Mingus ne elabora uno tutto suo: DOSE. Passa molto del suo tempo a tracciarlo su tutti i muri di Brooklyn, qualche volta con l'aiuto di Dylan, per tentare uscire dall'anonimato cui una città smisurata costringe i suoi abitanti, nel tentativo di affermare la propria individualità.

## Edizioni
- Jonathan Lethem, La fortezza della solitudine, traduzione di Gianni Pannofino, collana Le Gaggie, Marco Tropea, 2004,  p. 552, ISBN 88-438-0441-3.